# Мекен-Юрт
Мекен-Юрт (чечен. Макане) — село в Надтеречном районе Чеченской Республики. Административный центр Мекен-Юртовского сельского поселения.

## География

Мекен-Юртовское сельское поселение на карте Надтеречного района

Село расположено на правом берегу реки Терек, в 25 километрах к югу-востоку от районного центра — села Знаменское и в 42 км к северо-западу от города Грозный.
Ближайшие населённые пункты: на северо-западе — станица Мекенская и Чернокозово, на северо-востоке — станица Савельевская, на востоке — станица Калиновская, на юго-востоке — село Подгорное, на юге — село Зебир-Юрт, на юго-западе — село Минеральный, на западе — село Надтеречное.

## История
В период с 1944 по 1958 год, после депортации чеченцев и ингушей и ликвидации Чечено-Ингушской АССР, село носило название Кругловка.

## Население
| 1990  | 2002  | 2010  | 2012  | 2013  | 2014  | 2015  |
| ----- | ----- | ----- | ----- | ----- | ----- | ----- |
| 1617  | ↗2086 | ↗2434 | ↗2519 | ↗2622 | ↗2692 | ↗2773 |
| 2016  | 2017  | 2018  | 2019  | 2020  | 2021  | 2023  |
| ↗2810 | ↗2855 | ↗2870 | ↗2890 | ↗2904 | ↗2990 | ↗3033 |
| 2024  |       |       |       |       |       |       |
| ↗3058 |       |       |       |       |       |       |

Национальный состав
Национальный состав населения села по данным Всероссийской переписи населения 2010 года:
| Народ               | Численность, чел. | Доля от всего населения, % |
| ------------------- | ----------------- | -------------------------- |
| чеченцы             | 3 420             | 99,42 %                    |
| другие / не указано | 14                | 0,58 %                     |
| всего               | 3 434             | 100,00 %                   |

## Образование
- Мекен-Юртовская муниципальная средняя общеобразовательная школа[22].
- Мекен-Юртовская муниципальная средняя общеобразовательная школа имени К.Д. Ушинского.

## Тейпы
Тейповый состав села:
- Аллерой
- Чунгрой
- Шотой
- Энганой
- Чиннахой
- Ширдий
- Буной
- Элистанжхой
- Билтой
- Курчалой[23].
- Чартой
- Зандакой
- Харачой
- Цадахрой
- Таркхой[23].
- Коттой

## Микротопонимия
В окрестностях села Макен-Юрт имеются следующие микротопонимы:
- Аьхкина барз — «Раскопанный курган». Средневековый курганный могильник, расположенный к востоку от Мекен-Юрта.
- Шонгин боьра — «Шонгина балка». Урочище к востоку от Мекен-Юрта. Шонга — редкое чеченское мужское имя.
- Элашханан тогӏи — «Долина Элашхана». Урочище к востоку от Мекен-Юрта.
- Сенмаӏашка — «К оленьим рогам». Урочище в лесу между селениями Кень-Юрт и Мекен-Юрт.
- Чурт дегӏе — «К стеле». Урочище в районе Сенмаӏашка, к востоку от Мекен-Юрта.
- Памятник воинам, погибшим в Великой Отечественной войне 1941-1945 годы. Установлен перед Мекен-Юртской средней школой.
- Муьжгийн мохк — «Мужицкая земля». Большой участок земли, который в прошлом веке был передан переселенцам из центральных губерний Российской империи.
- Элийн мохк — «Княжеское владение». Земли к юго-западу от Мекен-Юрта.
- Iажаркхан тогӏи — «Осоки долина». Долина к востоку от Мекен-Юрта.
- Цӏийдарийн тогӏи — «Марены долина». Живописная долина к востоку от Мекен-Юрта. «Цӏийдар (ш)» — марена, из которой мекенчане вырабатывали красильные вещества.
- Шидин мохк — «Шиды земли». Шида офицер царской армии.
- Хьакхин орамашка — «К свиным корням». К северо-западу от Мекен-Юрта. «Хьакхин орам» — корни трав, которыми питаются дикие кабаны.
- Шидийн берийн хьун — «Шиды потомков лес». Лес, принадлежавший потомкам офицера Шиды.
- Наж хьун — «Дубовый лес». Дубовая роща на правом берегу реки Терек.
- Зеламханан тогӏи — «Зелимхана долина». Долина на северо-восточной стороне от Мекен-Юрта. Зеламха (Зелимхан) — собственное чеченское имя, производное от Селимхана.
- Бухбоцу Iам — «Бездонное озеро». Озеро к востоку от Мекен-Юрта. Название «Бездонное» показывает, что местные жители обычными средствами не могли достичь дна озера.
- Iаьржа Iам — «Черное озеро». Озеро к востоку от Мекен-Юрта. Название дано по цвету воды в озере.
- Макан кӏотар — «Макан хутор». Ныне село Подгорное к востоку от Мекен-Юрта, между Кень-Юртом и Мекен-Юртом. Здесь селились жители сёл Мекен-Юрт и Кень-Юрт.